# Łaciński model nadzoru korporacyjnego
Łaciński model nadzoru korporacyjnego – jest rozwiązaniem pośrednim pomiędzy modelem niemieckim a modelem amerykańskim. Stosowany jest w krajach takich jak np. Francja, Hiszpania, Włochy. Akcjonariusze w przypadku korporacji działających w modelu łacińskim mają większy wpływ na działanie spółki niż w modelu niemieckim, jednocześnie jest on przeważnie mniejszy niż w modelu amerykańskim.

## Podstawowe cechy
- Korporacje mają możliwość wyboru rady nadzorczej jak w modelu niemieckim, lub rady dyrektorów jak w modelu amerykańskim

- Mianowanie, jak i odwołanie Rady Dyrektorów wymaga zgody więcej niż połowy akcjonariuszy posiadających prawo do głosu

- Brak podziału dyrektorów w radzie na dyrektorów zarządzających i niezarządzających.

- Brak szerszej ochrony akcjonariuszy mniejszościowych

## Warunki funkcjonowania
W grupie krajów w których funkcjonuje model łaciński bardzo częsty jest udział państwa w korporacjach. W Belgii i Włoszech banki nie mogą być udziałowcem, natomiast we Francji jest to często spotykana praktyka. W praktyce możliwe są formy tzw. „własności krzyżowej” w korporacjach.